# شارلي إبدو
شارلي إبدو (بالفرنسية: Charlie Hebdo بمعنى «شارلي الأسبوعية»)‏ هي صحيفة سياسية هزلية أسبوعية فرنسية. شغلت الرسوم الهزلية والكاريكاتير مساحة كبيرة منها وخصوصاً السياسية، ويمارس أيضا الصحافة الاستقصائية عن طريق نشر تقارير في الخارج أو في بعض المجالات مثل الطوائف، الدين، اليمين المتطرف، الإسلام السياسي، السياسة والثقافة. وتُنشر الصحيفة كل اربعاء وتُنشر أحياناً بعض الأعداد في طبعات خاصة في فترات متباعدة.
أُسست الصحيفة في عام 1970 لتحل محل صحيفة هارا كيري (بالفرنسية: Hara Kiri)‏الأسبوعية التي كان يصدرها نفس فريق العمل وحظرت لسخريتها من وفاة الرئيس الفرنسي شارل ديغول في ذلك العام، وحملت لذلك أسم "اسبوعية شارلي"، واستمرت في الصدور حتى عام مطلع عام 1982. في عام 1992 اجتمع أعضاء الفريق القديم وأعادوا إطلاق صحيفة شارلي إبدو بالمواهب الجديدة.
ترأس تحريرها من 2009 إلى 7 يناير 2015 ستيفان شاربونييه، وسبقه في هذا المنصب فرانسوا كافانا (1969–1981) وفيليب فال (1992–2009). تتصف المجلة بأسلوب هجائي حاد وبنزعة يسارية ولاسلطوية. .
لاقت الصحيفة شهرة في العالم الإسلامي في عام 2006حين أعادت نشر رسوم كاريكاتورية مسيئة للنبي محمد نشرتها في صحيفة يولاندس بوستن، مما أثار ردود أفعال قوية ضد الصحيفة، عنيفة في بعض الأحيان، في البلاد الإسلامية. وفي نوفمبر 2011 أحرق مجهولون مقر الجريدة. وفي 7 يناير 2015 وقع هجوم على مقر صحيفة شارلي إبدو أسفر عن مقتل 12 شخصاً، من بينهم 8 من أهم الرسامين والمحررين فريق التحرير.
وقد تبنّى الهجوم تنظيم القاعدة في جزيرة العرب. وصف الرئيس الفرنسي، فرانسوا أولاند، الهجوم بأنه إرهابي. وقد سقط 12 ضحية ومجموعة من الجرحى 
إعادة نشر الرسوم الكاريكاتورية في تاريخ سبتمبر 2020
حاكمت الشرطة الفرنسية في سبتمبر 2020 بعض الذين كان لهم اليد في جريمة شارلي إبدو وجريمة باريس (تشرين الثاني عام 2015) فقال محررو شارلي إبدو على انه الوقت المناسب لنشر كاريكاتير جديد وفعلا لقد نشرت كاريكاتير في الأربعاء 2 سبتمبر 2020 كان يحتوي على رسومات كاريكاتيرية لمحمد وكاتبة اعلاها (لن نستسلم) أي نسبة إلى الانتقادات التي تواجه اليها وهجوم عام 2015.

## أحداث مرتبطة
- بتاريخ 16 أكتوبر من 2020، أعلنت الشرطة الفرنسية أنها قتلت بالرصاص شابا كان قد ذبح معلماً في إحدى المدارس الإعدادية بضواحي العاصمة باريس، بعد أن عرض رسوما كاريكاتورية للنبي محمد صلى الله عليه وسلم في حصة دراسية عن حرية التعبير.[7] وكان المعلم عرض صورا للنبي كانت قد نشرتها مجلة شارلي إيبدو، وأعلم التلاميذ المسلمين قبل عرض الصور وسمح لهم بمغادرة الحصة إن لم يرغبوا في المشاهدة، مضيفا أن عددا من أهالي التلاميذ اشتكوا لإدارة المدرسة، ومن ثم اعتذر المعلم لاحقا واعترف بأنه تناول هذا الموضوع وما كان عليه أن يفعل ذلك.[8]

## انتقادات
أثارت إعادة نشر الرسوم الكاركاتورية لنبي الإسلام محمد غضب واستياء الدول والشخصيات الإسلامية  إلى جانب انتقادات وجهت إلى المجلة من قبل الشخصيات المسيحية. واتُّهِمَتْ من قِبَل الكثيرين مثل الحكومة الباكستانية والإندونيسية والاتحاد العالمي لعلماء المسلمين بأنها تمارس نشر الكراهية والتطرف الديني إزاء سخريتها في بعض أعمالها الكاريكاتيرية من رسول الله محمد وقامت بعض الدول الإسلامية بإدانة ما قامت به الصحيفة الفرنسية إبدو.

## روابط خارجية
- شارلي إبدو على موقع IMDb (الإنجليزية)
- شارلي إبدو على موقع الموسوعة البريطانية (الإنجليزية)

## اقرأ أيضًا
- الهجوم على صحيفة شارلي إبدو
- كارولين فوريست